# Enfermeras
Enfermeras är en colombiansk såpopera från 2019, med Diana Hoyos i huvudrollen.

## Rollista (i urval)
- Diana Hoyos – María Clara González
- Sebastián Carvajal – Carlos Pérez
- Viña Machado – Gloria Mayorga Moreno
- Julián Trujillo – Álvaro Rojas
- Lucho Velasco – Manuel Alberto Castro
- Nina Caicedo – Sol Angie Velásquez
- Federico Rivera – Héctor Rubiano "Coco"
- María Manuela Gómez – Valentina Duarte González
- Cristian Rojas – Camilo Duarte González